# 케이뱅크
케이뱅크(영어: K bank)는 대한민국 최초의 인터넷 전문은행으로, 2017년 4월 3일에 영업을 시작했다.

## 영업
인터넷 전문은행이기 때문에 시중은행들과 달리 오프라인 영업점은 없다. KT 통신 대리점을 통한 영업망 연계로 통신비를 절감할 수 있는 경제적 이익을 제공할 수 있다.
ATM 수수료는 모든 은행 ATM, 케이뱅크 제휴 공동망CD기에서 수수료 면제가 가능하다. 단, 편의점 내 공동망CD기는 편의점을 가리지 않는 카카오뱅크나 토스뱅크와 달리 GS25에 설치된 기기에서만 수수료 면제가 가능했고 타 편의점에 있는 공동망CD기에서는 수수료 면제가 안 됐으나, 2025년 4월부터 GS25 이외의 타 편의점 내 공동망CD기에서도 입·출금 수수료 면제 혜택을 받을 수 있다. 단, ATM 수수료 면제 횟수는 월 30회다. 수도권 소재 몇몇 전철역에는 케이뱅크 자체 ATM을 설치하여 운영하고 있다.
카카오뱅크나 토스뱅크와 달리 모바일(앱)뱅킹과 PC뱅킹을 모두 활용할 수 있었으나, 2023년 3월 28일부터는 모바일로만 이용이 가능하다. 기존 PC 홈페이지에서는 공지사항과 상품안내 등만 남아 있다.
2020년 7월부터 암호화폐 거래소인 업비트와 제휴했다. 이에 따라 업비트에서 원화를 입출금하려면 케이뱅크 계좌를 이용해야 한다.
현재 1대 주주는 비씨카드며, 2대 주주는 우리은행이다. 은행 창립 자체는 KT의 주도로 이루어졌으나, 금산분리 때문에 KT의 계열사인 비씨카드를 통해 우회적으로 지배하는 형태다.

## 카드
자체 카드는 체크카드만 취급하며, 신용카드는 바로 비씨카드의 PLCC 형태로 나온다. 비씨카드 프로세싱을 기반으로 하기 때문에 인터넷 결제는 ISP를 받아서 이용한다.
비접촉 결제는 바로 비씨카드의 PLCC 신용카드부터 적용했으며, 체크카드에는 2025년 6월에 출시한 ONE 체크카드의 침착맨 한정판부터 탑재를 시작했다.

### 체크카드
2017년 4월 첫 영업 개시 당시에는 KT 통신캐시백형과 포인트적립형, 네이버페이, 해피포인트 4종류를 출시했다.
국내전용 체크카드 한정으로 별도의 발급 수수료를 내면 OTP가 장착된 카드로 받을 수 있었다.
영업 초기에는 체크카드가 모두 국내전용으로 나왔으며, 2017년 9월에 비자카드와 업무 제휴를 맺은 후 포인트적립형과 네이버페이형에 비자카드가 추가됐다. 2017년 12월에는 네이버페이형을 통해 후불교통카드를 처음으로 선보였다. 현재 케이뱅크 자체 체크카드는 비자카드만 있고, 그 외의 해외겸용 브랜드는 없다.
대부분의 온라인용 간편결제 서비스에는 케이뱅크 체크카드를 등록해서 이용이 가능하나, 케이뱅크 출시 초기에 나왔던 체크카드 상품들은 페이코 삼성 페이(2023년 말 서비스 중지)와 카카오페이 오프라인 카드 결제를 지원하지 않는다. 2020년 9월 1일에 출시한 플러스 체크카드부터 페이코 삼성 페이와 카카오페이 오프라인 카드 결제를 지원하기 시작했다.
2024년 5월에 MY 체크카드의 K-패스 버전을 추가하며 대한민국의 인터넷전문은행으로는 처음으로 K-패스 체크카드 발행을 시작했다. MY 체크카드가 2024년 하반기에 단종된 후에는 ONE 체크카드에서 K-패스를 적용할 수 있으며, 기존 비교통형 체크카드 사용자는 K-패스 버전으로 재발급을 신청하여 받을 수 있다.
자체 체크카드 외에는 현대카드의 체크카드를 케이뱅크에 연결할 수 있다. 현대 체크카드의 특성상 연회비 2,000원을 받고, 국내전용만 나온다.

### 신용카드
비씨카드의 케이뱅크 바로BC 신용카드와 롯데카드, 삼성카드의 케이뱅크 제휴 신용카드가 있다. 케이뱅크 바로BC카드는 2021년 6월에 출시되었으며, 비접촉 결제기 탑재된다. 연회비는 12,000원(국내용은 1만 원)이고 해외겸용 브랜드는 비자카드며, 현금카드가 탑재된다.
2022년 4월에는 롯데카드와 제휴한 신용카드가 출시됐으며, 마스터카드와 아멕스로 나온다. 2022년 8월에는 삼성카드와 제휴한 신용카드가 출시됐으며, 마스터카드와 은련으로 나온다. 이후에는 KB국민카드도 케이뱅크 제휴 신용카드를 내놓았다.

## 연혁
- 2015년 10월 1일: KT 컨소시엄 인가 발표
- 2016년 1월 7일: 준비법인 설립(자본금 160억 원)
- 2016년 3월 21일: 21개 주주사 자본급 납입 완료(2,500억 원 유상증자)
- 2016년 12월 14일: 은행업 영업 본인가
- 2017년 2월 2일: 금융공동망 운영 개시
- 2017년 4월 3일: 영업 개시
- 2023년 3월 28일: PC뱅킹 폐지, 모바일뱅킹으로 전면 변경

## 같이 보기
- 비씨카드
- 우리은행
- KT
- 대한민국의 금융기관 목록
- 네오뱅크
- 카카오뱅크
- 토스뱅크
- 업비트
- 베인 캐피탈